# Astochia nigranta
Astochia nigranta là một loài ruồi trong họ Asilidae. Astochia nigranta được Scarbrough miêu tả năm 2004. Loài này phân bố ở miền Ấn Độ - Mã Lai.